# Antoni Marianowicz

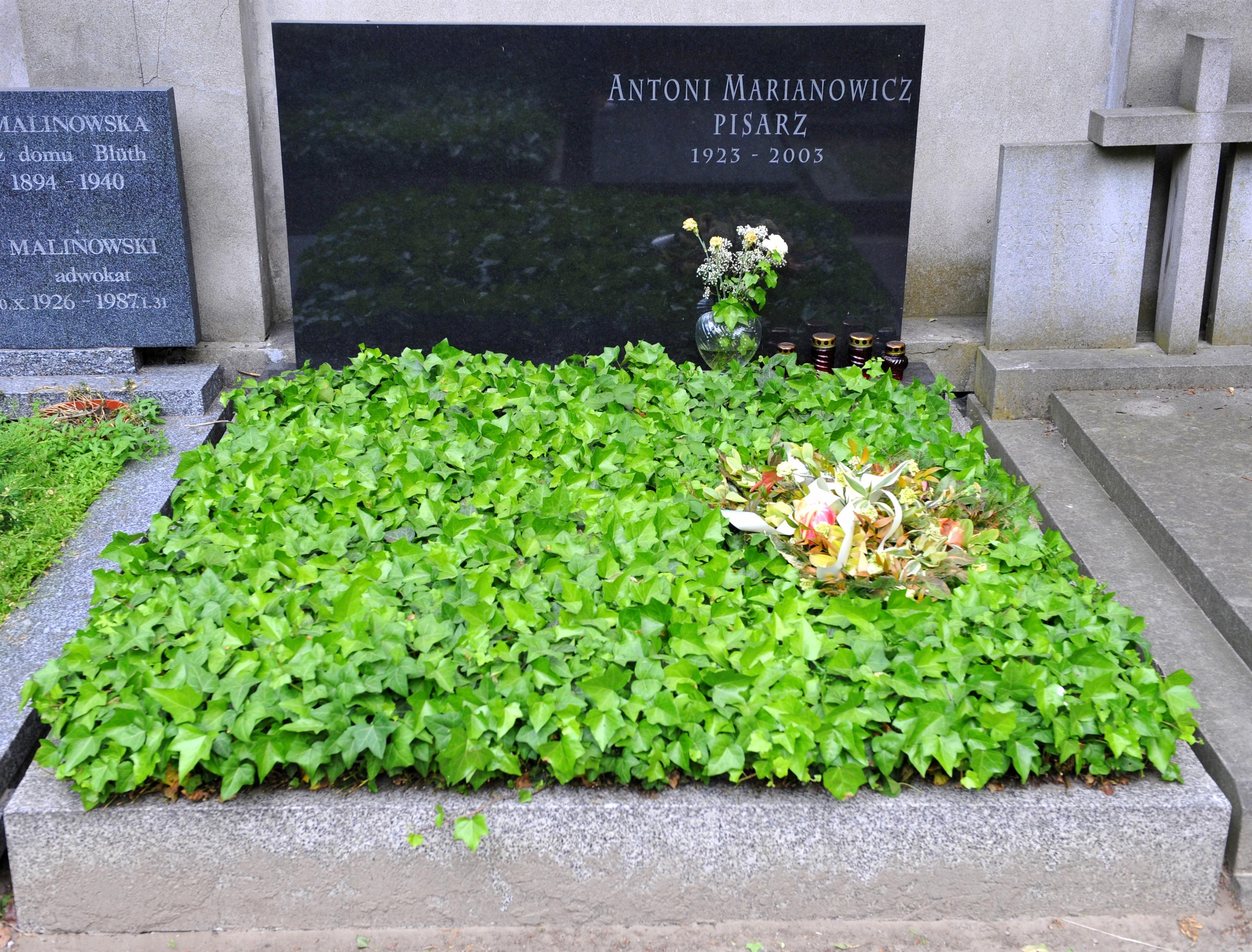
Grób Antoniego Marianowicza na warszawskim cmentarzu ewangelicko-reformowanym

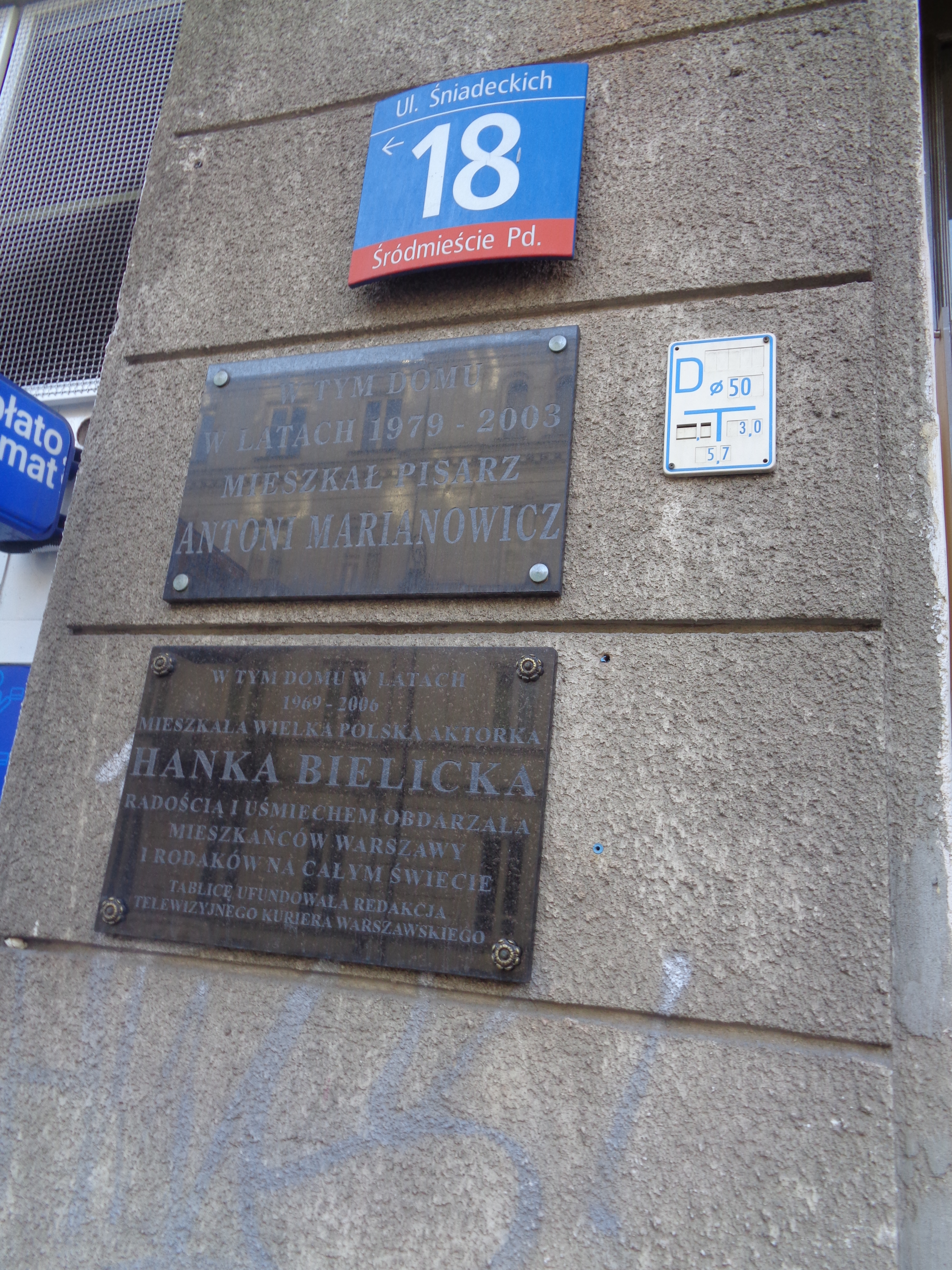
Tablice upamiętniające miejsce zamieszkania Antoniego Marianowicza i Hanki Bielickiej

Antoni Marianowicz, właśc. Kazimierz Jerzy Berman (ur. 23 grudnia 1923 albo 4 stycznia 1924 w Warszawie, zm. 3 czerwca 2003 tamże) – polski poeta, prozaik, dramaturg, tłumacz i satyryk. 

## Życiorys
Urodził się w zasymilowanej rodzinie żydowskiej wyznania ewangelicko-reformowanego. Był synem przedsiębiorcy Gustawa Bermana (1885–1941) i Natalii Pauliny z domu Brin. Ukończył Gimnazjum im. Mikołaja Reja w Warszawie, egzamin maturalny zdając w 1942 na tajnych kompletach w warszawskim getcie. Tam też zaczął studiować prawo na kursach adwokata Mieczysława Ettingera. W lipcu 1942 wydostał się z matką z getta (ojciec zmarł w 1941), używając fałszywych dokumentów na nazwisko Mieczysław Chmielewski, a później Antoni Marianowicz, które oficjalnie przybrał po zakończeniu wojny.
Po wojnie, od lutego 1945 mieszkał w Łodzi i pracował w agencji prasowej Polpress. W tym czasie rozpoczął współpracę z satyrycznym tygodnikiem „Szpilki”. W 1946 wyjechał do Brukseli jako korespondent Polskiej Agencji Prasowej, a później jako attaché Poselstwa RP w Brukseli. W 1947 wstąpił do PPR, a później PZPR, pozostając jej członkiem do 1980.
Do Warszawy wrócił w 1948, pracując jako redaktor „Przeglądu Międzynarodowego” i „Szpilek”. Od 1955 utrzymywał się z pisarstwa. Przekładał utwory literackie anglosaskie i niemieckojęzyczne, zajmował się adaptacjami sztuk teatralnych i musicali dla teatrów komediowych i muzycznych (m.in. warszawskiej Syreny), przez wiele lat współpracując z Januszem Minkiewiczem; przetłumaczył sztuki: My Fair Lady, Człowiek z La Manchy, Hello, Dolly i Skrzypek na dachu. Pisał teksty satyryczne dla radiowych, telewizyjnych i estradowych kabaretów, m.in. teatrzyku Jeremiego Przybory Eterek, kabaretu Stańczyk, programu telewizyjnego Wielokropek i Delikatesy. Był autorem telewizyjnych przedstawień i szopek noworocznych. Jeremi Przybora z myślą o Marianowiczu napisał piosenkę „Kaziu, zakochaj się” dla Kabaretu Starszych Panów.
Należał do wielu stowarzyszeń twórczych, m.in. Związku Literatów Polskich, PEN Clubu, Stowarzyszenia Autorów ZAiKS, w latach 1974–1978 będąc jego wiceprzewodniczącym, od 1984 do 1992 – członkiem zarządu, a od 1996 aż do śmierci w 2003 – prezesem.
Był trzykrotnie żonaty; jego trzecią żoną została dziennikarka Margarita Rajewa.
Zmarł w Warszawie, pochowany 9 czerwca 2003 na cmentarzu ewangelicko-reformowanym (kwatera W-5-5).

## Twórczość
Tworzył głównie formy satyryczne: wiersze, utwory estradowe, opowiadania; wydał kilkanaście zbiorów ze swoją twórczością. Napisał, przetłumaczył lub zaadaptował na scenę 45 utworów, wśród których można znaleźć można takie tytuły jak: Arszenik i stare koronki, Madame Sans-Gêne, My Fair Lady, Hello Dolly!, Zorba. Przełożył na język polski humoreski i opowiadania Marka Twaina, purnonsensowe wiersze Edwarda Leara i Lewisa Carrolla, a także Alicję w Krainie Czarów – w jego twórczości, zarówno translatorskiej, jak i własnej, sporą część stanowiły utwory dla dzieci. Antoni Marianowicz jest także autorem wspomnień: Pchli targ (WRiTV, Warszawa 1991), Życie surowo wzbronione (Czytelnik, Warszawa 1995), Polska, Żydzi i cykliści. Dziennik roku przestępnego 1996 (Iskry, Warszawa 1999), Wyciąg na szklaną górę. Dziennik roku przestępnego 2000 (Sens, Poznań 2002). Wydał również kryminał Igranie z ogniem (1964) w serii Z jamnikiem.

## Ordery i odznaczenia
- Krzyż Komandorski Orderu Odrodzenia Polski (28 sierpnia 1998)[7]
- Krzyż Oficerski Orderu Odrodzenia Polski (1974)[8]
- Krzyż Kawalerski Orderu Odrodzenia Polski[9]
- Złoty Krzyż Zasługi[9]
- Srebrny Krzyż Zasługi (19 lipca 1946)[10]
- Medal 10-lecia Polski Ludowej (12 stycznia 1955)[11]
- Odznaka „Zasłużony Działacz Kultury”[9]
- Złota odznaka honorowa „Za Zasługi dla Warszawy” (1978)[12]
- Medal Stowarzyszenia Autorów ZAiKS (1988, 1998)[13]
- Honorowa Odznaka ZAiKS-u (1978)[13]

## Nagrody
- Nagroda Komitetu do spraw Radia i Telewizji za Szopkę Sylwestrową w TV (1963)[14]
- Nagroda Komitetu do spraw Radia i Telewizji za całokształt twórczości telewizyjnej w dziedzinie małych form satyrycznych (1965)
- Nagroda Specjalna ZAiKS-u (1998)[13]